# Ciudad vieja de Salamanca
«Ciudad vieja de Salamanca» es la denominación que recibe el conjunto patrimonial sito en el casco antiguo de la ciudad española homónima que se encuentra amparado por el título de Patrimonio de la Humanidad, conferido por la Organización de las Naciones Unidas para la Educación, la Ciencia y la Cultura en 1988.

## Lugares de interés
Los principales lugares de interés de la ciudad, muchos de ellos dentro del «Barrio viejo», son:
| Código  | Nombre                          | Dirección                                             | Coordenadas                                     |
| ------- | ------------------------------- | ----------------------------------------------------- | ----------------------------------------------- |
| 381-001 | Barrio viejo de la ciudad       |                                                       | 40°57′54.9″N 5°39′52.2″O / 40.965250, -5.664500 |
| 381-002 | Colegio de los Irlandeses       | c./ Fonseca, 2                                        | 40°57′55.1″N 5°40′13.5″O / 40.965306, -5.670417 |
| 381-003 | Iglesia de San Marcos           | c./ Zamora - Plaza del Ejército                       | 40°58′10.7″N 5°39′49.4″O / 40.969639, -5.663722 |
| 381-004 | Iglesia de Sancti Spiritus      | Cuesta de Sancti Spiritus, 34                         | 40°57′55.4″N 5°39′33.2″O / 40.965389, -5.659222 |
| 381-005 | Convento de las Claras          | c./ de Santa Clara, 2 y 12; c/ del Lucero 2 y 18      | 40°57′42.8″N 5°39′37.0″O / 40.961889, -5.660278 |
| 381-006 | Casa-Convento de Santa Teresa   | c./ Crespo Rascón, 19                                 | 40°58′03.8″N 5°39′55.5″O / 40.967722, -5.665417 |
| 381-007 | Iglesia de San Juan de Barbalos | Plaza de San Juan Bautista, 2 - c./ Luis Sevillano, 2 | 40°58′04.2″N 5°39′58.1″O / 40.967833, -5.666139 |
| 381-008 | Iglesia de San Cristóbal        | Plaza de San Cristóbal, 8                             | 40°57′50.2″N 5°39′32.5″O / 40.963944, -5.659028 |

## Plazas y espacios públicos
- La plaza Mayor: de estilo barroco, diseñada por los arquitectos Alberto y Nicolás Churriguera, es el más importante de los espacios públicos y corazón de la ciudad. (véase también: Historia de la plaza Mayor de Salamanca).
- Campo de San Francisco: Primer jardín público de la ciudad sobre terrenos del antiguo convento de San Francisco el Real.
- Huerto de Calixto y Melibea: jardín cercano las catedrales, donde, según algunos, se sitúa la trama de la novela La Celestina de Fernando de Rojas. Junto a él se hallan restos de la muralla romana.
- Plaza del Corrillo: pequeña plaza anexa a la plaza Mayor. A la izquierda está la iglesia románica de San Martín y a la derecha una serie de casas con soportales formados por columnas de piedra terminadas en zapatas que representan los días de la semana (una luna para el lunes, un Marte para el martes, etcétera).

## Edificios religiosos
- Capilla de la Vera Cruz: templo barroco con portada renacentista, sede de la cinco veces centenaria Cofradía de la Vera Cruz de Salamanca. Alberga incontables obras de arte.

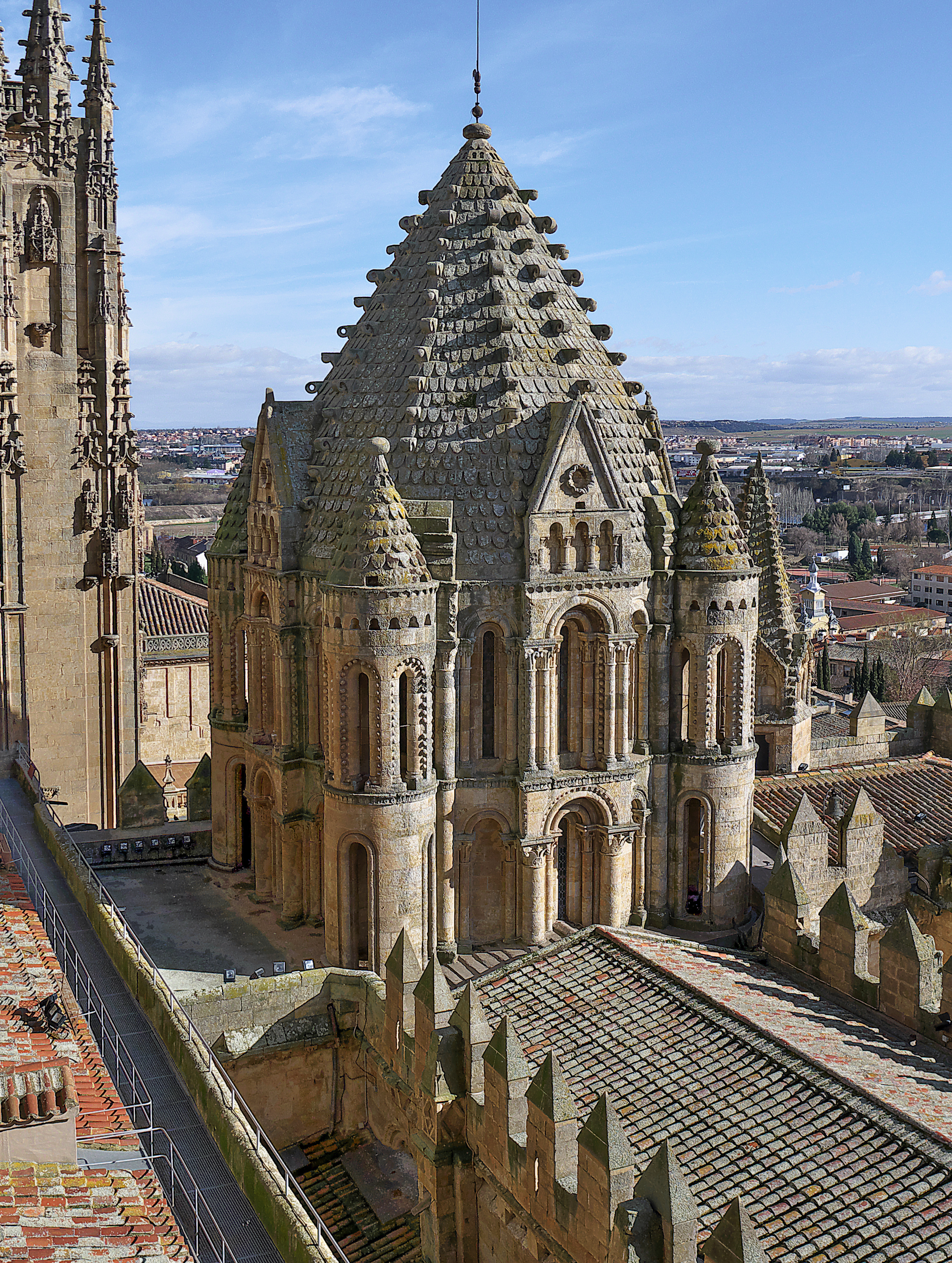
La torre del Gallo, cimborrio de la catedral vieja

- Catedrales: Salamanca tiene dos catedrales, la catedral vieja, del siglo XII y de estilo románico, y la catedral nueva, mucho más grande, iniciada en el siglo XVI en estilo gótico y concluida en el siglo XVIII. El lugar donde se juntan ambas es conocido como patio Chico y es uno de los rincones con más encanto de la ciudad.

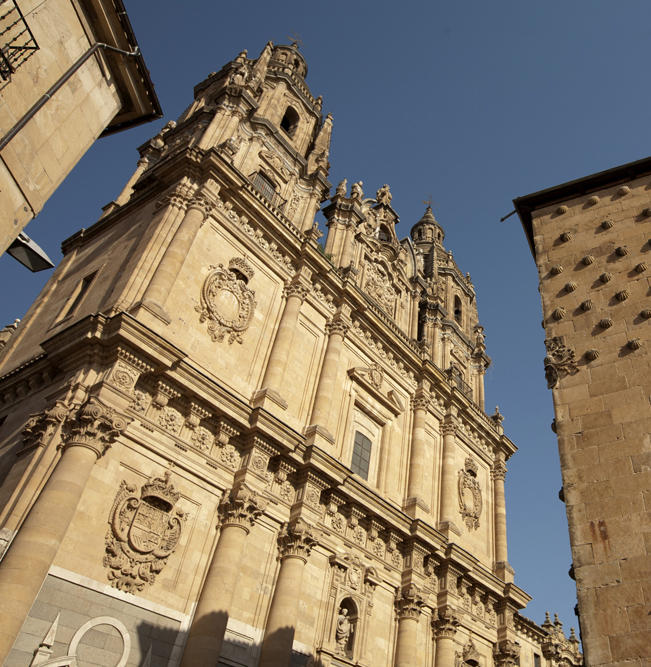
Fachada de La Clerecía

- La Clerecía: actualmente sede de la Universidad Pontificia. Se comenzó a construir en el año 1617 y se terminó 150 años más tarde como Colegio Real del Espíritu Santo, de la Compañía de Jesús. Es de estilo barroco. Se diferencia el colegio, con un interesante claustro, y la iglesia, con una impresionante fachada de tres cuerpos, dos torres gemelas de 50 metros de altura y una enorme cúpula. El nombre de Clerecía se debe a que perteneció a la Real Clerecía de San Marcos tras la expulsión de los jesuitas.
- Colegio de Calatrava: construido en el siglo XVIII, por iniciativa de la Orden de Calatrava, actualmente alberga la casa de la Iglesia.
- Convento de las Agustinas e iglesia de la Purísima: en la iglesia hay un cuadro de la Purísima Concepción pintado por José de Ribera. Es la única construcción de espacio y decoración totalmente italiana que hay en España.
- Convento de las Dueñas (siglo XV): destaca el claustro renacentista de planta irregular.
- Convento de las Isabeles
- Convento de San Antonio el Real (1736): de estilo barroco, sus restos se reparten entre el Teatro Liceo y una tienda donde se pueden visitar.

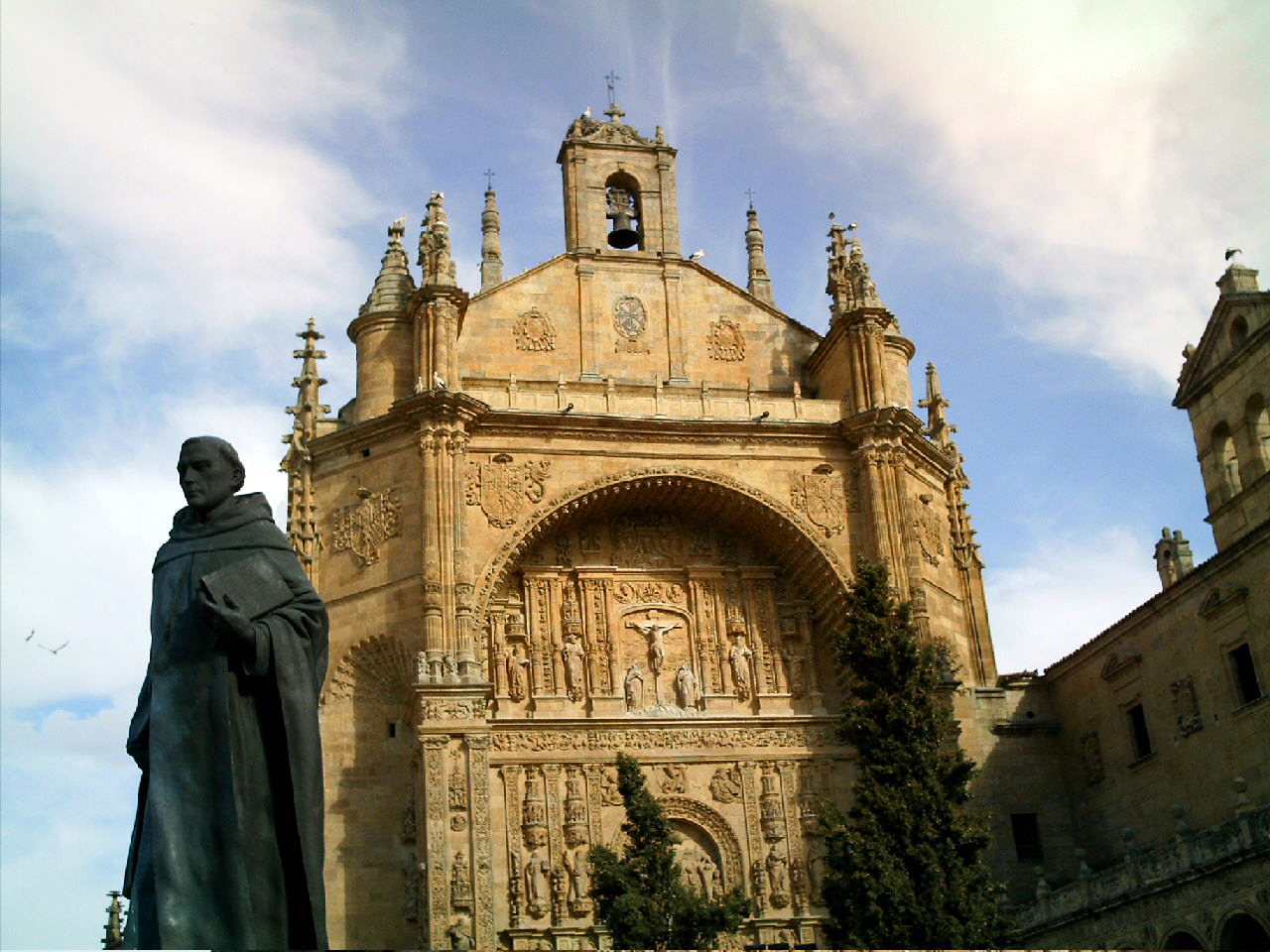
Convento de San Esteban

- Convento de San Esteban, de los padres dominicos (siglo XVI): la fachada plateresca, con su forma de arco de triunfo, es una auténtica joya del Renacimiento salmantino. Impresionante retablo barroco de José Benito Churriguera. También es destacable el Claustro de los Reyes, renacentista.
- Convento de la Anunciación (llamado de las Úrsulas): fundado por el arzobispo Fonseca en 1512. Destaca el ábside exterior de estilo gótico. En el interior, el retablo barroco y la sepultura del fundador, renacentista, obra de Diego de Siloé.
- Convento de la Trinidad: antiguo palacio de Montellano adaptado en el siglo XVI para acoger un convento trinitario.
- Ermita de Nuestra Señora de la Misericordia (XVI–XVII): pequeño templo barroco que se empezó a construir en 1389 en la plaza de San Cristóbal. Actualmente muy deteriorada, es una imprenta, mientras que su espadaña decora la iglesia del barrio de Pizarrales.
- Antigua iglesia de las Bernardas obra de Rodrigo Gil de Hontañón. Prototipo de los templos salmantinos del XVI. Destaca la cabecera en forma de concha. Hoy en día está dentro del colegio de San José de Calasanz.
- Iglesia del Carmen de Abajo: capilla de la Orden Tercera del Carmen integrada en el convento de San Andrés. Es el único resto que queda del mencionado convento desaparecido en el siglo XIX.
- Iglesia de San Benito: iglesia gótica levantada bajo mecenazgo de Alonso II de Fonseca, panteón de la familia Maldonado.
- Iglesia de San Julián: iglesia románica posteriormente reformada.
- Iglesia de San Marcos: iglesia románica cercana al trazado por el que discurría la muralla norte de la ciudad. Exteriormente presenta planta circular con tres naves y ábsides en el interior.
- Iglesia de San Martín: iglesia románica con reformas góticas, renacentistas y barrocas, anexa a la plaza Mayor.
- Iglesia de San Pablo: templo barroco perteneciente al antiguo convento de los Trinitarios, alberga la imagen de Jesús Rescatado, muy venerada en la ciudad. Es sede Parroquial, regida por la Hermandad de Sacerdotes Operarios Diocesanos.
- Iglesia de Santa María de los Caballeros: iglesia renacentista con ventana camarín barroca a la calle Bordadores.
- Iglesia de Santiago del Arrabal: restos de la iglesia (reconstrucción moderna) de estilo románico-mudéjar.
- Iglesia de Santo Tomás Cantuariense: iglesia románica fundada en honor a Santo Tomás, arzobispo de Canterbury en 1175, apenas cinco años después de su muerte y dos tras su canonización. Consta de tres ábsides y una nave con cubierta de madera. Forma parroquia junto a San Pablo, regida por la Hermandad de Sacerdotes Operarios Diocesanos.

## Edificios universitarios
- Universidad: conjunto de edificios que componían la antigua Universidad de Salamanca, que incluyen las Escuelas Mayores, con la famosa portada plateresca del Estudio, las Escuelas Menores y el hospital del Estudio (rectorado actual). Estos edificios se sitúan alrededor de la plaza llamada patio de Escuelas. En esta misma plaza está la casa del doctor Álvarez Abarca o de los Doctores de la Reina (siglo XV), cuya fachada es gótica con detalles renacentistas y que hoy en día es Museo de Salamanca.
- Casa-museo de Unamuno (siglo XVIII): antigua casa de los rectores de la universidad. Se conserva como la tenía Miguel de Unamuno cuando ocupó este cargo.
- Colegio Mayor de Santiago el Zebedeo, también llamado «del Arzobispo Fonseca» o de «los Irlandeses» (siglo XVI)

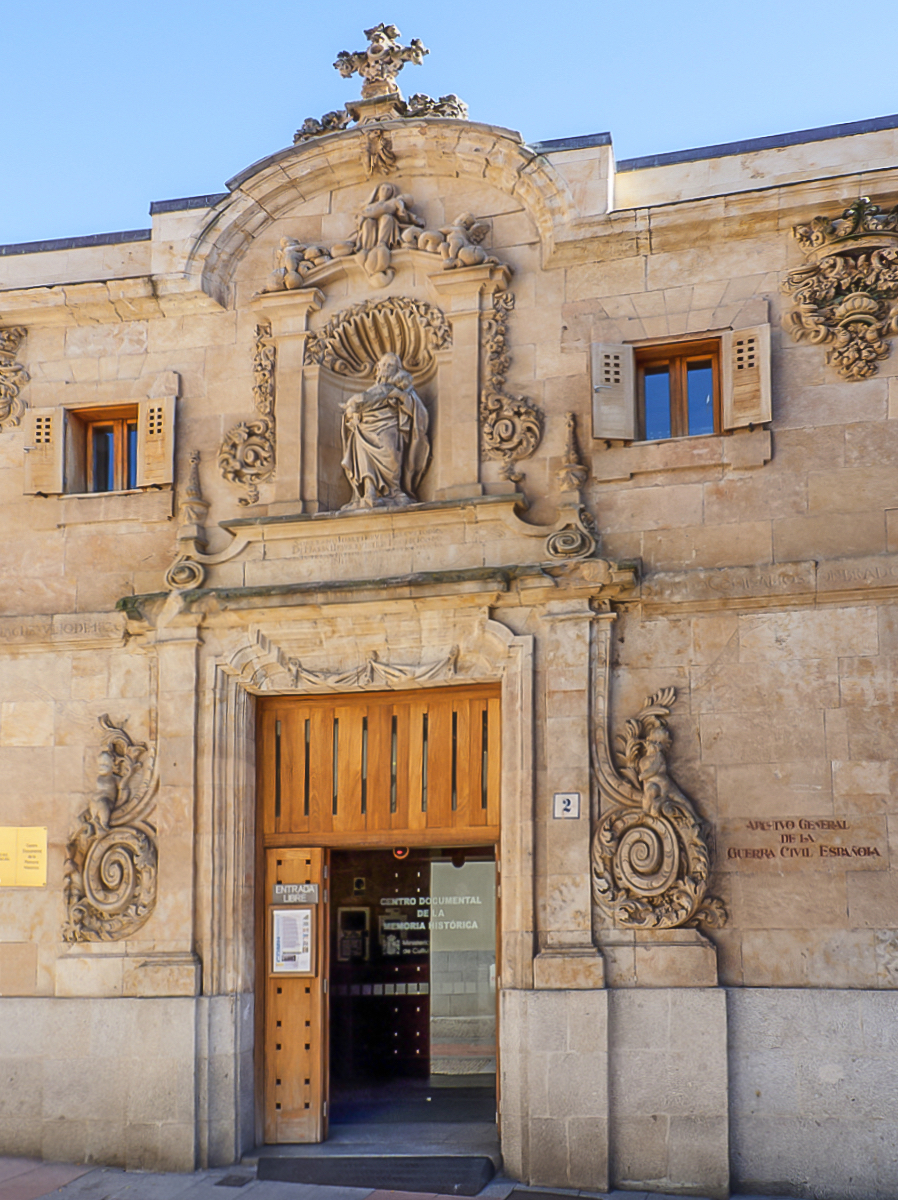
Colegio de San Ambrosio, ahora Archivo General de la guerra civil española

- Colegio de San Ambrosio (1719): actualmente es Archivo General de la guerra civil española. Acoge documentos y objetos incautados por las tropas franquistas y sus aliados durante y al terminar la guerra civil española. Si bien a lo largo de toda la posguerra su objetivo básico era preservar la información relacionada con organizaciones e individuos potencialmente opositores al régimen franquista y, por consiguiente, utilizar esta información con fines represores, desde el regreso de la democracia este edificio se convertiría en uno de los archivos más importantes que existían en España para investigar el período histórico de la Segunda República. Muchos de los documentos y objetos que todavía permanecen en el archivo están relacionados con la masonería, entre ellos diversos muebles con los que se ha reconstruido una logia masónica.
- Colegio Trilingüe: fundado en 1554 para la enseñanza del latín, griego y hebreo. Proyectado por Rodrigo Gil de Hontañón, se conserva parte del patio original, rehecho a partir de 1829, en la Facultad de Físicas.
- Palacio de Anaya que fue la última sede del Colegio Mayor de San Bartolomé o Colegio Mayor de San Bartolomé, o Colegio de Anaya fundado en el siglo XV por don Diego de Anaya, desaparecido a principios del siglo XIX. Actualmente es la facultad de Filología. Junto al edificio se encuentra la iglesia de San Sebastián, antigua capilla del colegio, y la Hospedería, obra de Joaquín de Churriguera.
- Colegio Santa Cruz de Cañizares (siglo XVI): conservatorio profesional de música. De él solo se conservan restos de la antigua capilla, hoy incorporados al salón de actos del conservatorio, y la fachada principal, de estilo plateresco.
- Colegio de San Pelayo: fundado a mediados del siglo XVI. Desde 1990 y tras una fuerte restauración, alberga la Facultad de Geografía e Historia.

## Palacios y casas palaciegas

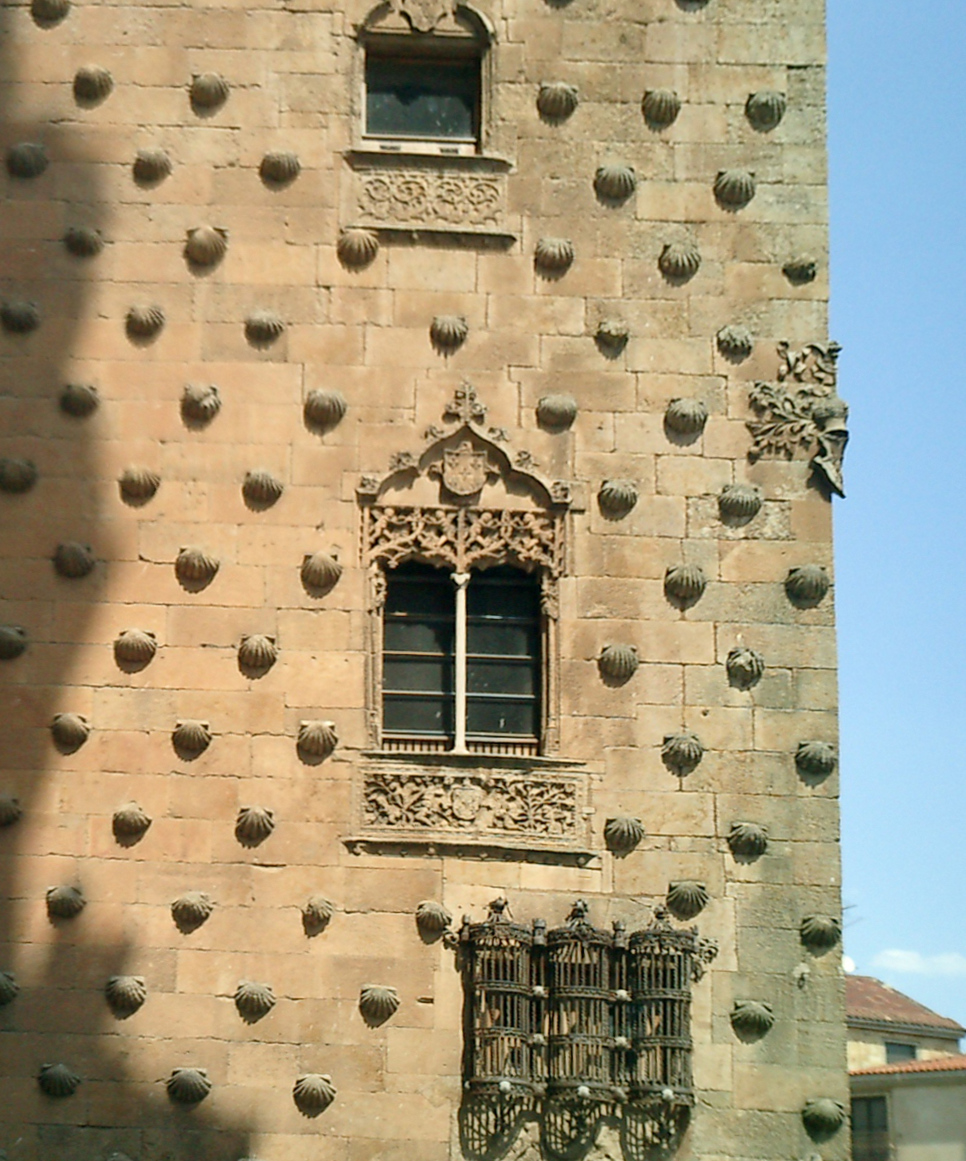
Casa de las Conchas

- Casa de las Conchas: se construyó a finales del siglo XV. De estilo gótico civil, su fachada está decorada con alrededor de 350 conchas de vieira, distintivo de la orden de Santiago. También son importantes las rejas góticas de las ventanas. Actualmente alberga una biblioteca pública.
- Casa de Don Diego Maldonado: palacio plateresco del siglo XVI. Alberga la Fundación Cultural Hispano-Brasileña y el Centro de Estudios Brasileños de la Universidad de Salamanca.
- Casa de doña María la Brava: edificio gótico del siglo XV, prototipo de las mansiones nobles de la época. Su propietaria, María de Monroy, fue la cabeza de uno de los dos bandos en que se dividió la ciudad en el siglo XV. Cortó la cabeza a los asesinos de sus hijos. Está ubicada en la plaza de los Bandos.
- Casa Lis: palacete modernista de 1905 con fachada de hierro. Construido sobre la muralla. Alberga las colecciones de art nouveau y art déco donadas por Manuel Ramos Andrade.
- Casa de las Muertes (principios del siglo XVI): construida por Juan de Álava, y llamada así por las calaveras que decoran la fachada.
- Casa del Regidor Ovalle (siglo XVIII): en ella murió Miguel de Unamuno.
- Casa de Santa Teresa (siglo XVI): aquí se alojó la santa cuando visitó Salamanca en 1570 para fundar un convento y aquí escribió el poema Vivo sin vivir en mí.
- Casa de los Sexmeros de la Tierra (siglo XV): portalón con arco de medio punto, ventana de tracería gótica. Sede de la Cámara de Comercio e Industria de Salamanca.
- Casa de las Viejas (siglo XVII): antiguo asilo para pobres, actualmente sede de la Filmoteca Regional de Castilla y León. Exposición permanente de aparatos relacionados con el cine y su historia, propiedad del cineasta salmantino Basilio Martín Patino.
- Fonda Veracruz: patio con galerías de madera en forma de calle sin salida. Actualmente escuela de hostelería.
- Palacio de Arias Corvelle (siglo XV): fachada esgrafiada muy similar a la de San Boal. Alberga la Escuela de Nobles y Bellas Artes de San Eloy.
- Palacio de Castellanos (siglo XV–XVI): el palacio de los Marqueses de Castellanos se comenzó a construir a finales del siglo XV, si bien su fachada data de fines del siglo XIX, por lo que combina los estilos gótico y neoclásico. Con un potente patio gótico interior, este edificio actualmente funciona como hotel.
- Palacio de Garci Grande (siglo XVI): portada renacentista y ventanas achaflanadas en la esquina únicas en la ciudad. Sede de la Caja de Ahorros (Caja Duero).

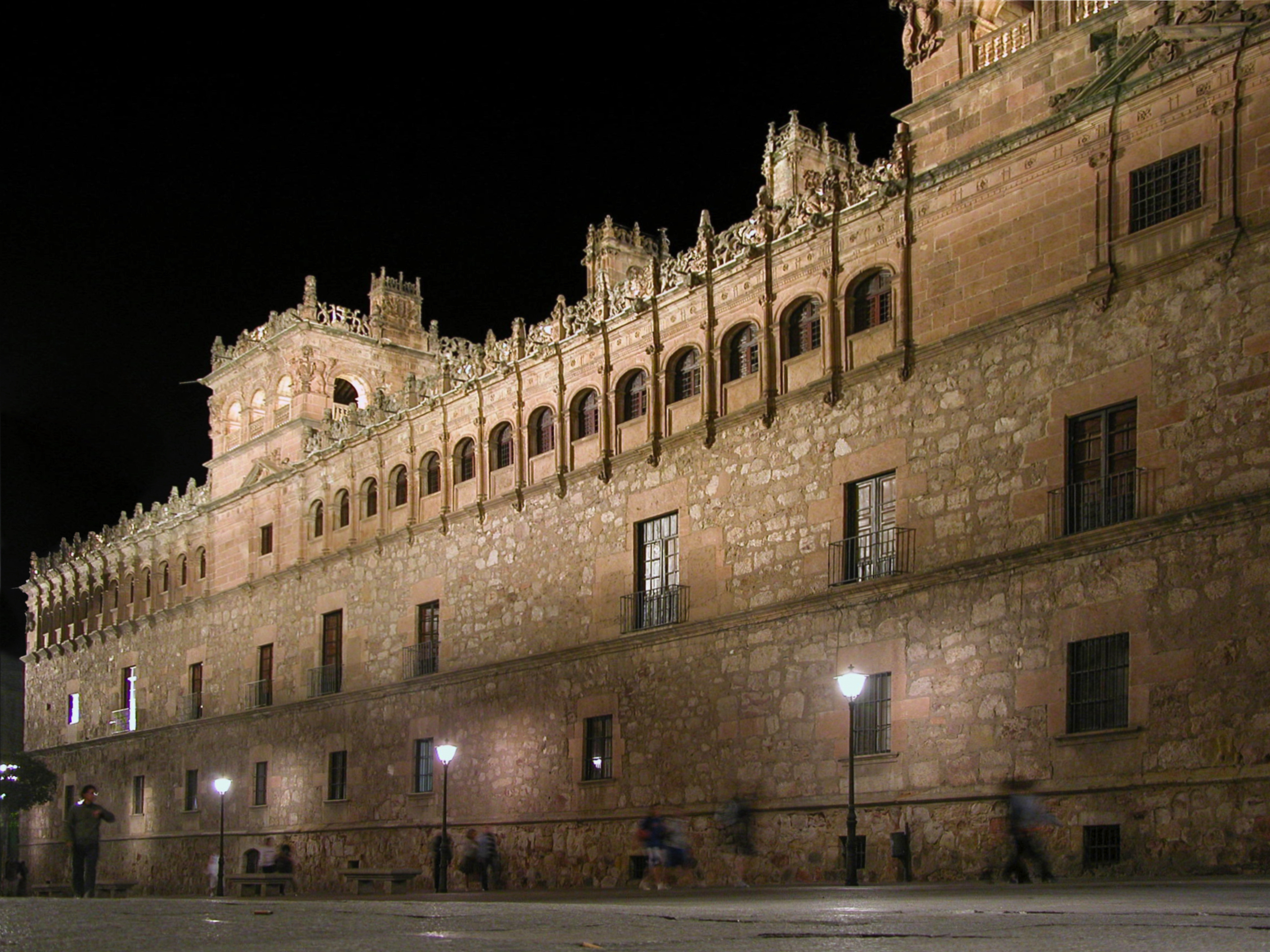
Vista nocturna del palacio de Monterrey

- Palacio de Monterrey: se construyó en el siglo XVI y es de estilo plateresco. Pertenece a la casa de Alba y destacan sus torres y las chimeneas. Tan solo se construyó uno de los cuatro bloques que compomdrían el conjunto ideado inicialmente.
- Palacio de Orellana (siglo XVI): edificio de arquitectura clasicista con influencias manieristas. Destaca el patio con forma de L y la escalera.
- Palacio de Rodríguez de Figueroa (1545): posee interesantes fachadas a las calles Concejo y Zamora y patio interior. Hoy Casino de Salamanca.
- Palacio de la Salina (1546): renacentista, obra de Rodrigo Gil de Hontañón. Desde 1884 es la sede de la Diputación Provincial.
- Palacio de San Boal (siglo XV): fachada decorada con esgrafiados. Fue Escuela de Comercio y posteriormente facultad de empresariales. Desde 1999 aloja al centro cultural Hispano-Japonés de la Universidad de Salamanca. En la misma plaza se encuentra la iglesia de San Boal (siglo XVII).
- Palacio de Solís (siglo XV): en este palacio se celebró la boda entre Felipe II y María Manuela de Portugal en 1543. Sobre el solar, José María de la Vega Samper proyectó un edificio neoplateresco como central de Telefónica que se inauguró en 1930 y en el que incluyó los restos de la portada y el balcón del palacio que eran lo único que se conservaba.[1]
- Torre del Aire: es lo único que queda del palacio de los duques de Fermoselle, construido en el siglo XV. Posee bellas ventanas góticas. Actualmente es una residencia de estudiantes.
- Torre del Clavero (siglo XV): resto de un palacio, al parecer construido por Francisco de Sotomayor, Clavero Mayor de la Orden de Alcántara, hacia 1470. El cuerpo inferior es cuadrangular, mientras que el superior es octogonal adornado con ocho torrecillas cilíndricas.
- Torreón de los Anaya (siglo XV): antigua casa señorial de estilo gótico civil en la que destaca la ventana ajimezada y el patio de tres lados. Durante años fue la sede del Instituto de Estudios de Iberoamérica y Portugal de la Universidad de Salamanca, también conocido como palacio de Abrantes.

### Museos

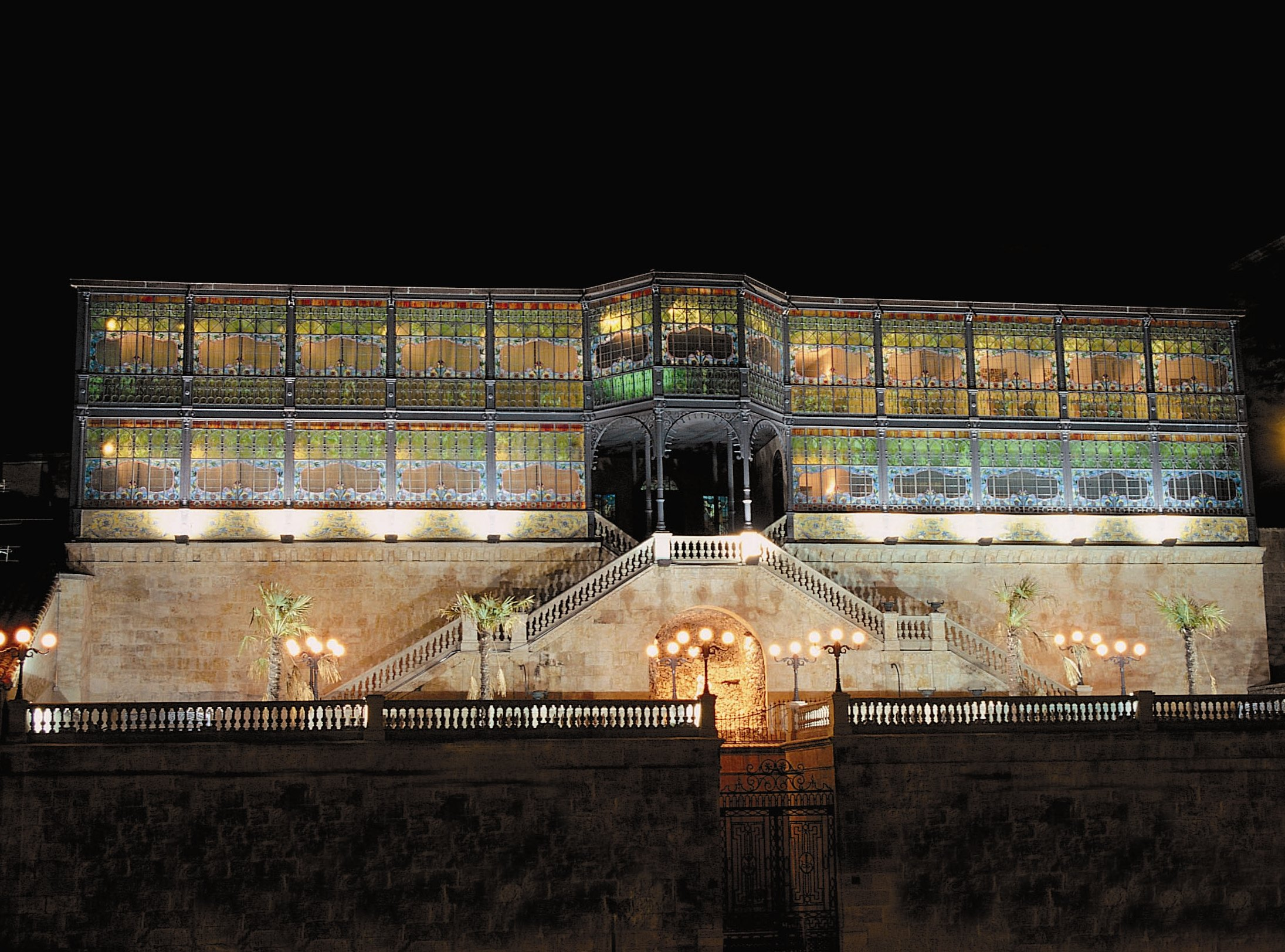
Exterior del Museo Art Nouveau y art déco. Casa Lis

- Museo de Art Nouveau y Art Déco: situado en la Casa Lis, guarda una colección de muebles y objetos representativos de las artes decorativas. Fue inaugurado en la primavera de 1995 con fondos de la donación que el coleccionista Manuel Ramos Andrade hizo a la ciudad. Se trata de uno de los edificios más icónicos y el museo más destacado de la ciudad.
- Museo del Comercio de Salamanca: dedicado a recuperar y conservar la memoria sobre la actividad económica, industrial y mercantil, en especial de la ciudad y su provincia. Construido en los antiguos aljibes de pilares y bóvedas de ladrillo macizo que han sido cuidadosamente restaurados para albergar inventos e innovaciones que en otro tiempo resolvieron los problemas de fabricantes, vendedores y consumidores.

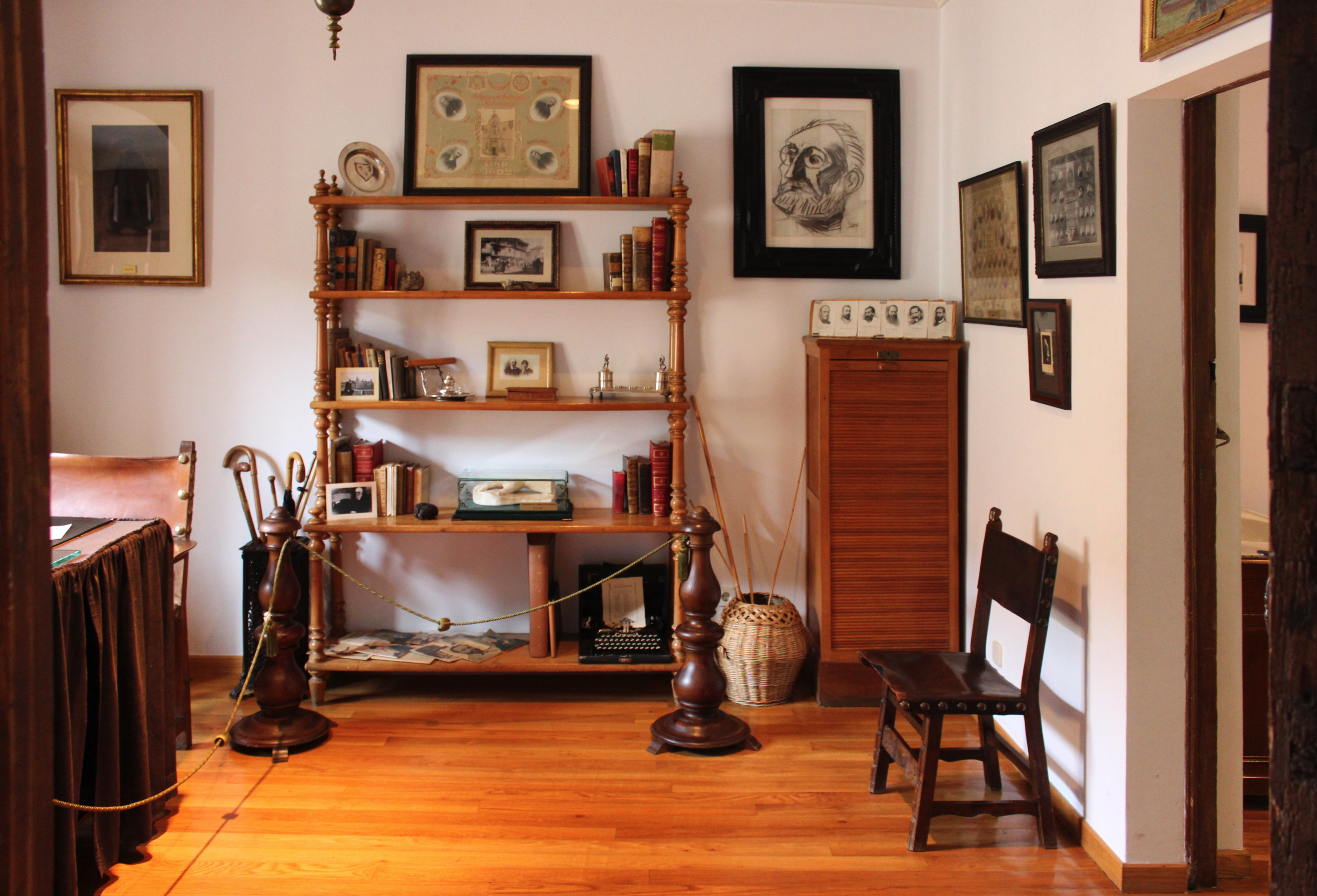
Casa Museo Unamuno

- Casa Museo Unamuno: vivienda ubicada en el centro histórico de la ciudad, perteneciente a la universidad. Fue construida en el siglo XVIII y dedicada a casa rectoral, es conocida por haber sido el lugar donde vivió Miguel de Unamuno cuando fue rector de la Universidad de Salamanca, desde los años cincuenta es un museo dedicado a su vida y estancia del escritor en Salamanca (1900-1914).

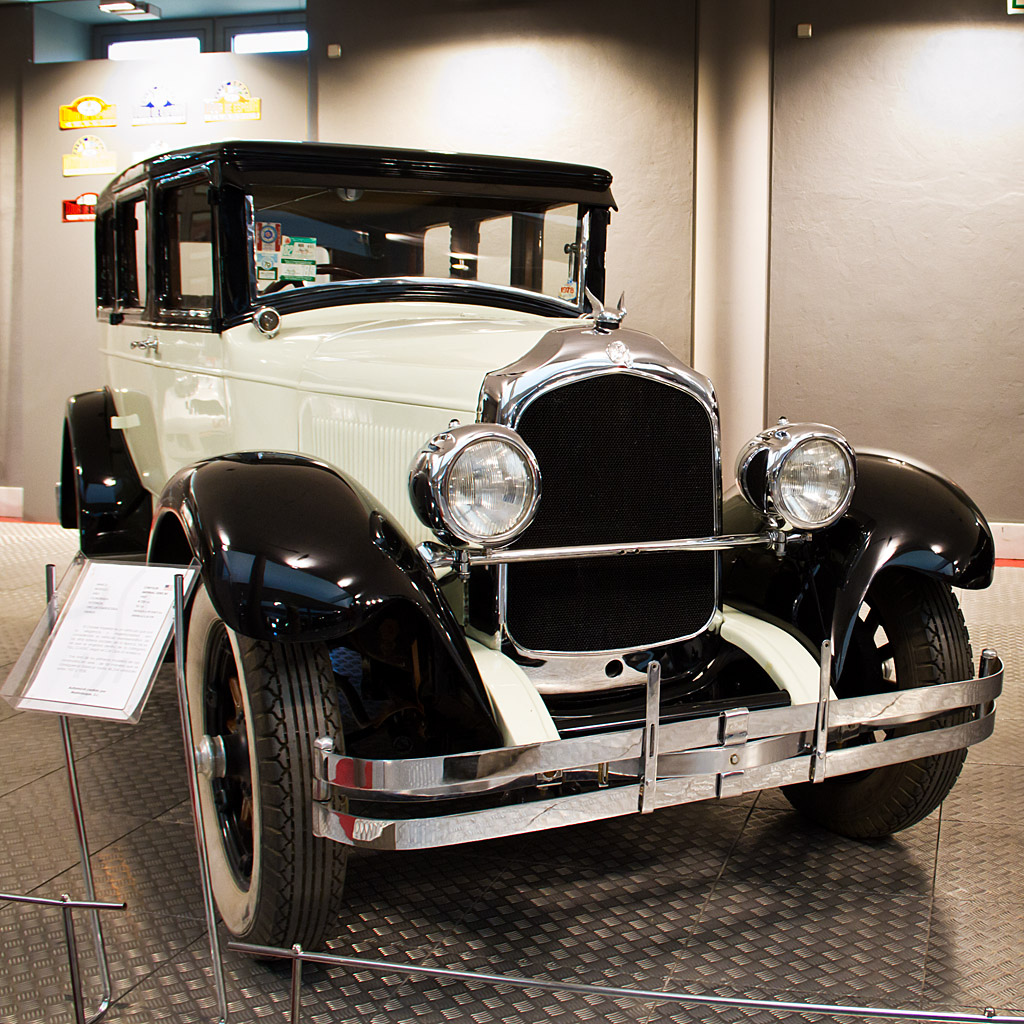
Coche exhibido en el Museo de Historia de la Automoción

- Museo de Historia de la Automoción de Salamanca: es el primer museo público de España dedicado al motor. Inaugurado a finales de septiembre de 2002 por los Reyes de España, cuenta en sus fondos con más de 200 automóviles históricos, algunos únicos, así como miles de accesorios relacionados con el automóvil. Se ubica en un edificio que fue la primera planta de producción de electricidad que tuvo Salamanca.
- Museo de arte moderno DA2 Domus Artium 2002: un centro de arte contemporáneo, inaugurado en abril del año 2002, con motivo de la Capitalidad Cultural Europea que durante todo ese año se celebró en Salamanca. Está edificado sobre lo que fue la antigua cárcel provincial, un edificio construido en 1930, conservando elementos originales como las puertas de las celdas y la reja de hierro original.

- Museo de Salamanca: fue creado en 1835 y, desde 1947, tiene su sede en la casa de los Abarca, antiguo palacio salmantino edificado a finales del siglo XV. La entrada al museo, que está compuesto por una sección de arqueología y por otra de Bellas Artes, se realiza desde el patio de Escuelas, aunque la fachada noble de la casa de los Abarca está situada en la calle Serranos.

- Museo Catedralicio: oficialmente denominado Museo Diocesano de Salamanca, está situado en las salas capitulares de la Catedral Vieja de Salamanca y fue inaugurado en 1953. En él se exponen algunas de las obras pertenecientes al tesoro catedralicio salmantino.[2][3]
- Museo del Convento de San Esteban: situado a la salida del coro, en el claustro alto. Muestra valiosas piezas de marfil, esculturas, ropa litúrgica, orfebrería, cantorales y lienzos. Se halla en lo que antiguamente era la biblioteca del convento. Contaba con 6000 volúmenes que fueron trasladados a la biblioteca de la universidad.[4]

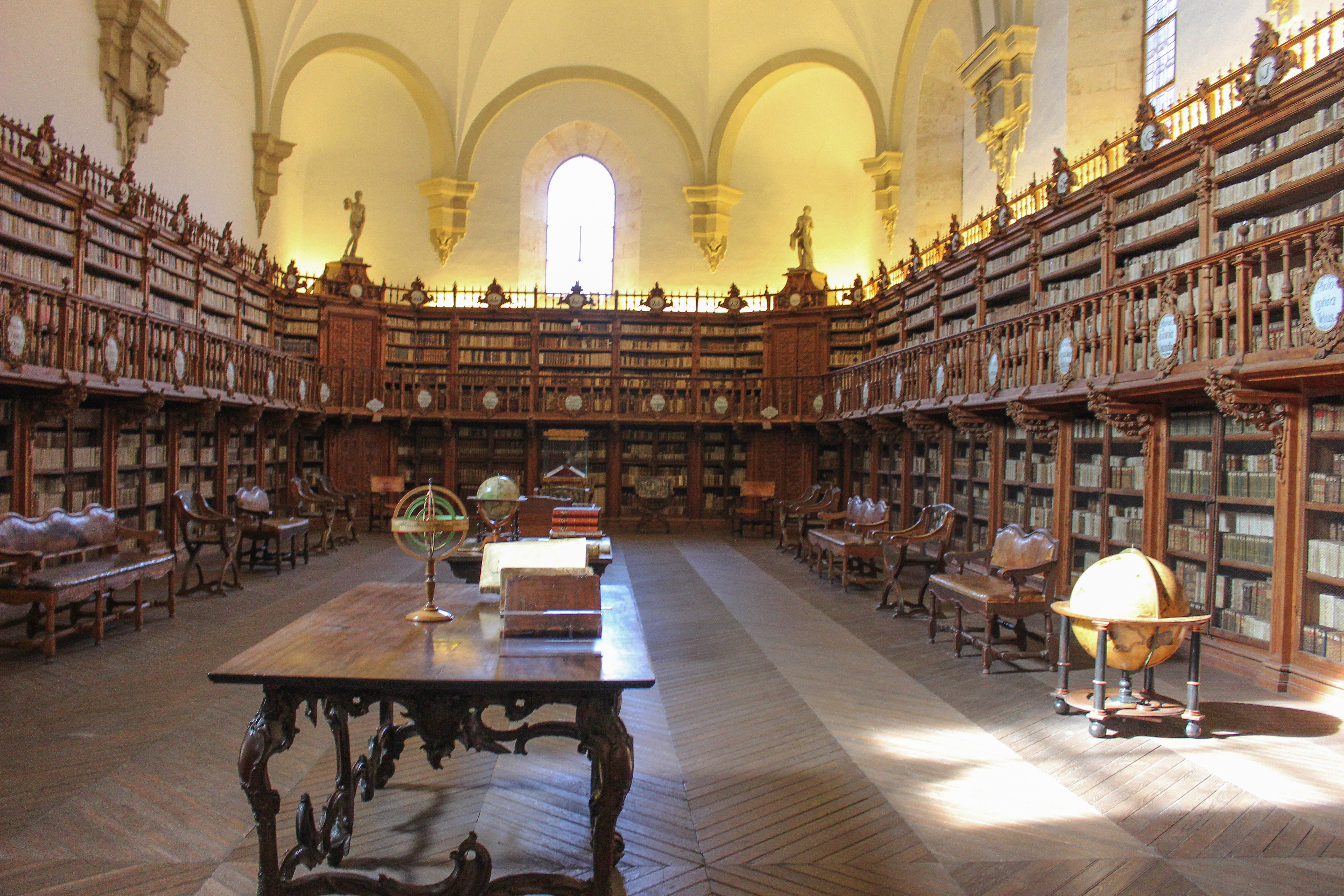
Antigua librería de la universidad

- Museo Universitario - Biblioteca de la Universidad: cuenta con más de 2800 manuscritos y 60 000 incunables, así como datadas desde el siglo XVI hasta 1830. Su principal labor es conservar y transmitir su inmenso patrimonio bibliográfico. Está situado en el edificio de las Escuelas Mayores y representa un hito, igual que su universidad, al considerarse una de las primeras bibliotecas universitarias de Europa. Entre sus dependencias destacan la librería antigua y la sala de manuscritos.[5]

- Museo Taurino: alberga numerosos trajes y piezas relacionadas con el mundo de la tauromaquia en Salamanca. Recorre la historia de la ganadería salmantina en las dehesas de la provincia así como las ferias, plazas y escuelas con las que cuenta, con referencias a grandes toreros salmantinos.[6]

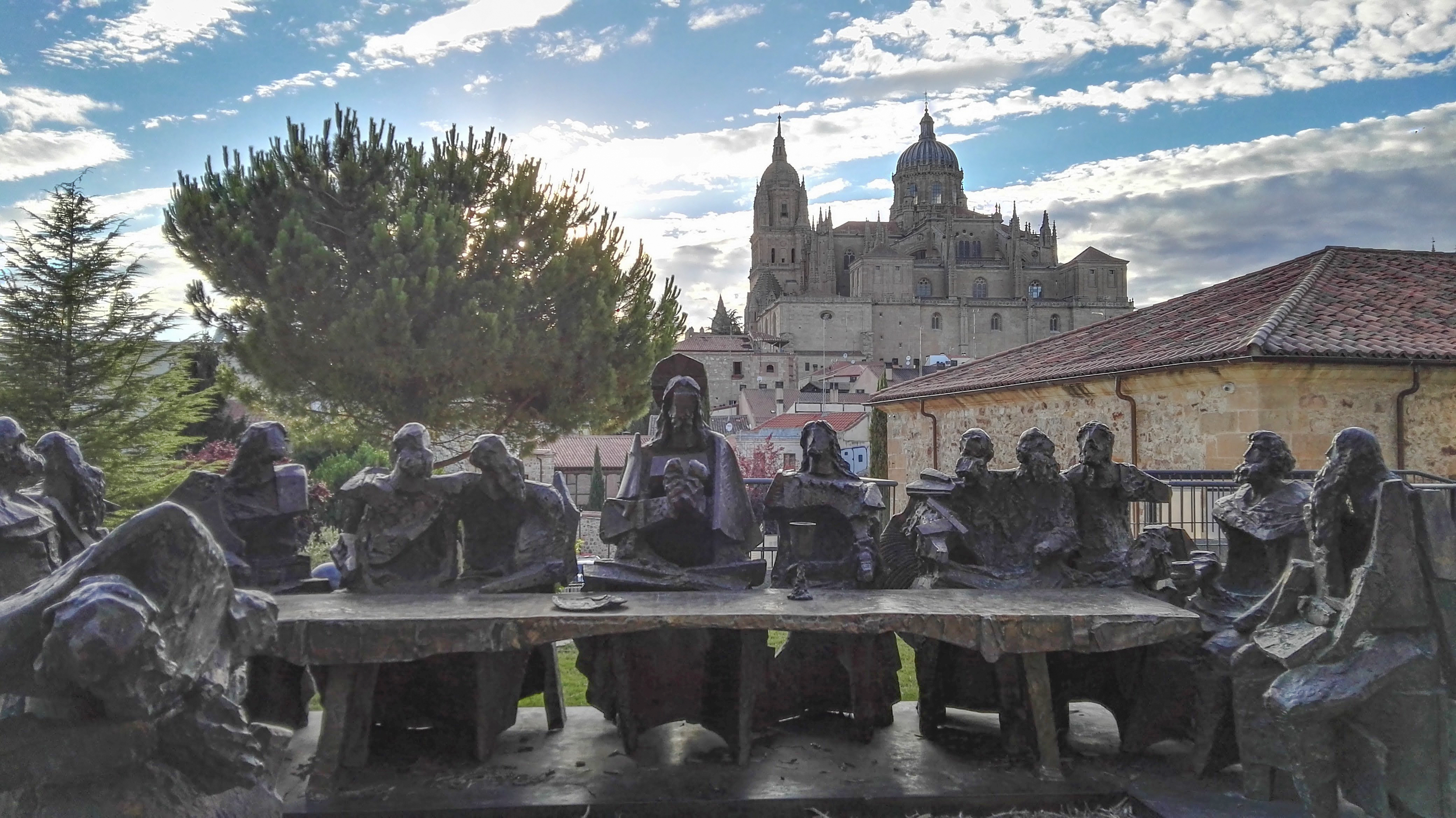
Santa Cena, Venancio Blanco. Jardines de Santo Domingo

- Sala de Exposiciones Santo Domingo de la Cruz: antiguo colegio universitario, sede de la Fundación Venancio Blanco, alberga exposiciones con la obra del artista.
- Colección del Convento de las Úrsulas: este pequeño museo está cobijado por dos artesonados de los siglos XV y XVI. La pieza más espectacular es una rinconera de Morales titulada ‘El Divino’, junto con otras tablas atribuidas a Juan de Borgoña.[7]
- Museo de pintura medieval de Santa Clara: gestionado por Las Edades del Hombre tras la marcha de las religiosas del convento de Santa Clara, alberga numerosas reliquias de arte religioso, así como una colección de pinturas murales del siglo XIII al siglo XVI, medallones en relieve, artesonados, e imágenes y lienzos de diferentes épocas.[8]
- Casa Museo de Zacarías González: casa y estudio donde vivió el pintor Zacarías González en la calle Alarcón. Remodelado en 2005 tras la donación de la familia del pintor a la Fundación Caja Duero, se pretendió respetar cuidadosamente las estancias familiares del pintor, combinando el sentido testimonial del domicilio del artista con el concepto museístico. Si bien y en favor de la propia exposición-difusión de la obra, no todos los espacios se mantuvieron con los usos que tenían originalmente como vivienda.
- Ieronimus. Las torres medievales de la catedral: su nombre alude a Don Jerónimo de Perigueux, famoso obispo español de origen francés a cargo de la diócesis de Salamanca desde 1102, que encargó la construcción de la iglesia de Santa María. Este fue el hecho que marcó el origen de los 900 años de arte y de historia de las catedrales de Salamanca. En este recorrido se pueden admirar espacios verdaderamente sorprendentes como el que ofrece el mirador junto a la torre del Gallo, el patio Chico o la terraza de Anaya. El circuito de la exposición comienza en la Sala del Alcaide, continuando por la sala de la torre Mocha, la estancia del Andén Superior y la sala de la Bóveda. Se accede desde la última torre, la situada junto a la puerta de Santa Lucía (que da acceso a la catedral vieja). En tres de las salas que se visitan se encuentran expuestos planos, documentos y objetos religiosos relacionados con las catedrales, y en especial con su construcción, se puede visualizar, tanto el interior de ambas catedrales como del exterior. Desde la sala del Alcaide se disfruta de una espléndida panorámica de la nave central y del retablo de la catedral vieja, y desde el andén superior situado sobre ella se ve con precisión la torre del Gallo, así como vistas del Tormes y de los barrios transtormesinos. También se disfruta de vistas de las bóvedas de la catedral nueva, y, de nuevo en el exterior, de vistas de la plaza de Anaya, la torre del Reloj, la Rúa Mayor y todo el casco histórico.
- Monumenta Salmanticae: centro de interpretación sobre el patrimonio arquitectónico y urbano de la ciudad de Salamanca. Aunque fue una de las primeras iglesias románicas de Salamanca, del edificio original solo se conserva el ábside. Los últimos ocupantes del edificio fueron las Siervas de María quienes lo utilizaron para el cuidado de enfermos.

### Otros
- Alcázar de Salamanca: antigua fortaleza militar urbana ubicada en el extremo suroeste del recinto amurallado medieval de la ciudad de Salamanca. Actualmente pueden observarse sus restos arqueológicos abandonados en la Vaguada de La Palma, sobre el extremo occidental de la Peña Celestina, núcleo primigenio de la ciudad durante la Repoblación de la Extremadura Leonesa en el siglo XI.

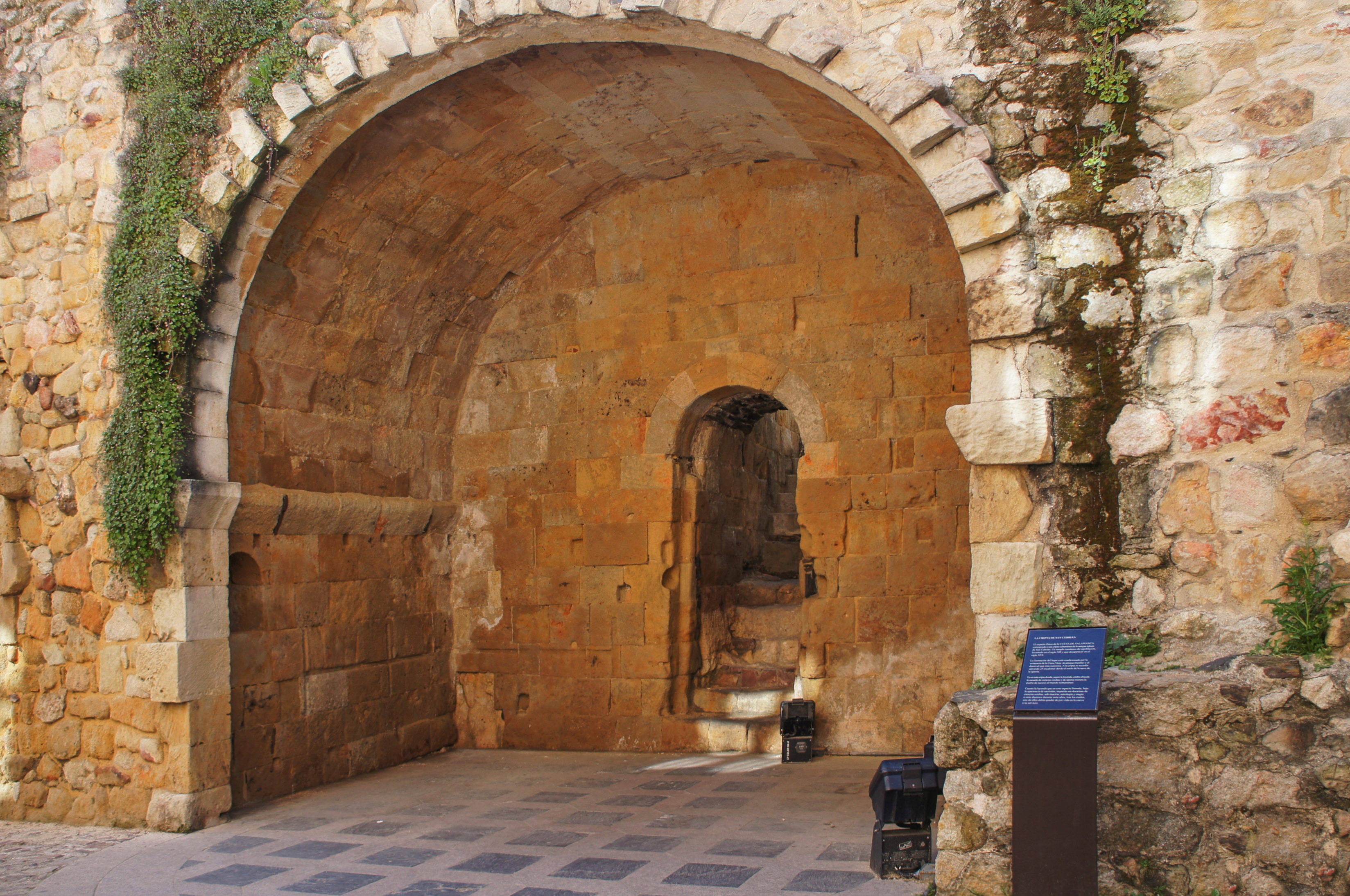
Cueva de Salamanca

- Cueva de Salamanca: situada en la cuesta de Carvajal, donde se dice que el diablo enseñaba magia negra. Por ello, en una parte de América española, una salamanca es una cueva de brujas. La que hoy se conoce como Cueva de Salamanca, es en realidad parte de la sacristía de la desaparecida iglesia de San Cebrián. Aquí, según cuenta la leyenda, Satanás disfrazado de sacristán impartía clases de ciencias ocultas a siete alumnos durante siete años, al final de los cuales uno de ellos debería quedar a su servicio, siendo el más conocido de ellos el marqués de Villena. Según cuenta la leyenda, el marqués de Villena quedó atrapado en la cueva como discípulo de Lucifer, pero consiguió escapar al esconderse en una tinaja. Al llegar el diablo y descubrir que su discípulo no se encontraba en su cueva salió a buscarlo dejando la puerta abierta. En ese momento el marqués aprovechó para salir de su escondite y refugiarse en la iglesia de San Cebrián hasta la celebración de la Eucaristía, donde se mezcló con los fieles. Se le supone uno de los principales accesos a los subsuelos salmantinos.
- Mercado de Abastos (1899-1909): situado en la antigua plaza de la Verdura. Construido en hierro, fue diseñado por el arquitecto jerezano Joaquín de Vargas y Aguirre (autor también de la Casa Lis para Miguel Lis) a comienzos del XX. En su interior se ofrecen a la venta los ingredientes típicos de la gastronomía de la provincia de Salamanca.

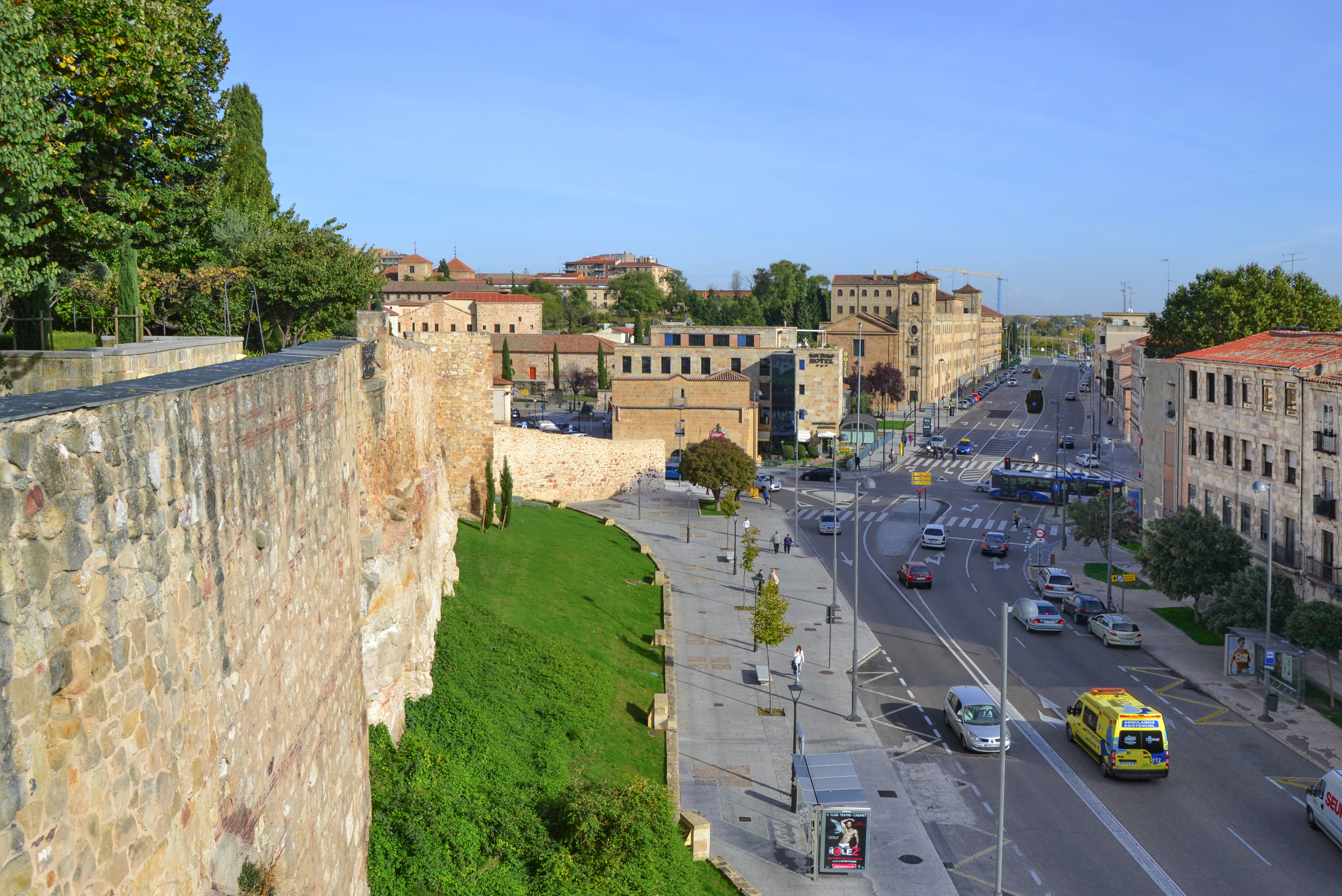
La muralla de Salamanca vista desde el huerto de Calixto y Melibea

- Murallas medievales: en la actualidad existen muestras visibles de la muralla cercanos al huerto de Calixto y Melibea junto al río Tormes. Las murallas conforman dos recintos amurallados en la ciudad, el primero y más antiguo que posee su centro en la plaza de Azogue Viejo ubicada en las cercanías de la catedral. El segundo que data del siglo XII que posee su centro en la plaza Mayor.
- Parque arqueológico del Cerro de San Vicente: espacio arqueológico que conserva restos del primer núcleo de población de la ciudad en la Edad de Hierro y del posterior monasterio benedictino de San Vicente.
- Pozo de las Nieves (siglo XVI): remodelado y abierto al público en 2017, junto con parte de lo que fue el convento de San Andrés.
- Puente romano: de sus arcos, quince son romanos del siglo I d. C., el resto tuvieron que ser reconstruidos en 1627 tras la riada de San Policarpo. En sus cercanías se encuentra el toro de piedra que se cita en el Lazarillo de Tormes.